# Hrad (tůň)
Hrad je staré říční rameno, které vzniklo v místě dřívějšího toku řeky Labe. Nachází se severovýchodně od Sedlčánek u osady Zájezd v okrese Praha-východ ve Středočeském kraji v Česku. Má rozlohu 1,3142 ha. Je 410 m dlouhé a 40 m široké. Leží v nadmořské výšce 172 m. Patří do skupiny Hrbáčkových tůní avšak není zahrnuto do přírodní rezervace Káraný – Hrbáčkovy tůně.

## Okolí
V okolí tůně se nachází jen několik stromů, mezi nimiž na severu vyniká památný Čelákovický dub. Až ke břehům dosahují pole, jenom na severovýchodě se nachází louka. Tok Labe je na severu vzdálen v nejužším místě 50 m, přičemž na druhém břehu se nachází tůň Kozí chlup. Na východě navazuje Procházková tůň. Na západě se nachází zástavba osady Zájezd u Sedlčánek.

## Vodní režim
Jezerem protéká Zámecký potok. Přitéká na východě z Procházkové tůně a odtéká na západě, aby se po 100 m zprava vlil do Výmoly ve vzdálenosti 100 m před jejím ústím do Labe.

## Přístup
Přístup je možný ze Sedlčánek nebo Přerova nad Labem k západnímu konci, kde po břehu vedou:
- cyklostezka č. 0019,
- zelená turistická značka č. 3113.

## Fauna
Na jezeře rostou stulíky žluté a žijí rákosníci velcí, chřástalové vodní, bukači velcí, cvrčilky říční, ledňáčci říční, nutrie říční, slavíci obecní. Záběry bukáčka malého natočené na tůni byly použity v přírodopisném filmu o Dunajské deltě. Z ryb jsou zastoupeni amur bílý, kapr obecný.